# 耶律景
耶律海里（?—?），字留隐，汉名耶律景。契丹人。辽国政治、军事人物。
令稳耶律拨里得长子。耶律察割做乱，耶律海里的母亲的鲁支持耶律察割。派人联系耶律海里，海里拒绝合作。耶律察割被平定后，的鲁因儿子而获免。
耶律海里俭素，不喜声利，以射猎自娱。即便居闲时，别人也像高贵的官员一样尊敬他。保宁初年，拜彰国军节度使，迁任惕隐。任职期满，称疾不仕。后来，复任南院大王。北宋曹彬、米信等来侵犯时，海里有却敌功，赐资忠保义匡国功臣。
辽国皇帝经常亲征，耶律海里在南院十馀年，镇以宽静，户口增加，当时舆论对他很看中。封漆水郡王，迁上京留守，后去世。诏以家贫给葬具。

## 延伸阅读
[在维基数据编辑]
 《遼史·卷84》，出自脱脱《遼史》